# Oleksandr Matvjejev
Oleksandr Ihorovyč Matvjejev (in ucraino Олександр Ігорович Матвєєв?; Poltava, 11 febbraio 1989) è un ex calciatore ucraino, di ruolo difensore.

## Carriera

### Club
Ha giocato nella massima serie ucraina.